# Amerikanisches Journal
Das Amerikanische Journal oder die amerikanische Buchhaltung ist die einfachste Form der doppelten Buchführung. Sie kann manuell oder mit Hilfe einer Tabellenkalkulation geführt werden und eignet sich für kleine Betriebe, die nur wenige Konten benötigen. Im amerikanischen Journal werden die Konten und die Geschäftsvorfälle der Buchhaltung in einer einzigen Tabelle zusammenfassend dargestellt. Die Konten bilden die Spalten und die Geschäftsvorfälle die Zeilen dieser Tabelle.
Der Name "amerikanische Buchführung" ist irreführend, da diese Form der doppelten Buchführung nicht aus "Amerika" stammt, sondern auf den Franzosen Edmond Degrange zurückgeht. Vermutet wird, dass sich die Bezeichnung im Laufe des späten 19. und frühen 20. Jahrhunderts in Europa verbreitet hat, weil dieser besonderen Form der doppelten Buchführung Eigenschaften zugeschrieben wurden, die zu dieser Zeit in Europa allgemein mit "Amerika" in gleichgesetzt wurden, z. B. Pragmatismus und Effizienz.

## Vorteil
Beim Standardverfahren der doppelten Buchführung muss jeder Vorgang zweimal erfasst werden: Zunächst wird er in zeitlicher Reihenfolge ins Journal eingetragen, sodann folgt die sachliche Aufteilung in die Konten des Hauptbuchs. Im amerikanischen Journal wird die zeitliche Reihenfolge und die sachliche Aufteilung in einem einzigen Arbeitsgang gebucht.

## Vorgehensweise
Pro Buchung wird der Betrag in zwei Kontenspalten derselben Zeile, jeweils einmal im Soll und im Haben, eingetragen. In dieser Zeile werden das Datum und der Text eingetragen. Der Übersicht halber kann der Betrag ein drittes Mal in einer Informationsspalte nach dem Text aufgeführt werden:
| Datum | Text           | Kasse  | Kasse  | Bank   | Bank   | Wareneinsatz | Wareneinsatz | …    | …     |
|       |                | Soll   | Haben  | Soll   | Haben  | Soll         | Haben        | Soll | Haben |
| 1.1.  | Anfangsbestand |        |        | 500,00 |        |              |              |      |       |
| 2.1.  | Barabhebung    | 200,00 |        |        | 200,00 |              |              |      |       |
| 3.1.  | Kauf Vorräte   |        | 100,00 |        |        | 100,00       |              |      |       |
|       | …              |        |        |        |        |              |              |      |       |
|       | Summen         | 200,00 | 100,00 | 500,00 | 200,00 | 100,00       | 0,00         |      |       |
|       | Saldo          |        | 100,00 |        | 300,00 |              | 100,00       |      |       |

## Jahresabschluss
Der Jahresabschluss wird mit Hilfe der Abschlusstabelle vorgenommen. Diese Tabelle übernimmt die Soll- und Haben-Summen und stellt dieselben in einer Probebilanz einander gegenüber; Summengleichheit dient der Kontrolle über die Vollständigkeit der Eintragungen. Danach können weitere Summenspalten eingefügt werden, welche die Funktion der Bilanz und der Gewinn- und Verlustrechnung übernehmen (Probebilanz, Saldenbilanz, Schlussbilanz 1, Erfolgsrechnung, Schlussbilanz 2 nach Gewinnverwendung).